# Naravoslovno-matematična fakulteta v Nišu
Naravoslovno-matematična fakulteta (izvirno srbsko Природно-математички факултет у Нишу), s sedežem v Nišu, je fakulteta, ki je članica Univerze v Nišu.